# M.M. Logan
Marvel Mills Logan, född 7 januari 1874 nära Brownsville, Kentucky, död 3 oktober 1939 i Washington, D.C., var en amerikansk demokratisk politiker och jurist. Han representerade delstaten Kentucky i USA:s senat från 1931 fram till sin död.
Logan studerade juridik och inledde 1896 sin karriär som advokat i Brownsville, Kentucky. Han var åklagare i Edmonson County 1902–1903.
Logan tjänstgjorde som delstatens justitieminister (Attorney General of Kentucky) 1916–1917. Han flyttade 1918 till Louisville och 1922 vidare till Bowling Green. Han tillträdde 1926 som domare i en appellationsdomstol.
Logan efterträdde 1931 Ben M. Williamson som senator för Kentucky. Han avled 1939 i ämbetet och efterträddes av Happy Chandler.
Logan var baptist och frimurare. Han gravsattes på Fairview Cemetery i Edmonson County.